# مسرح هاريس (شيكاغو)
مسرح جوان دبليو وايرفينق.ب.هاريس للموسيقى والرقص (كما يعرف بمسرح هاريس). يحتوي المسرح على 1499 مقعداً  للفنون التمثيلية، الواقعة على طول الحد الشمالي من ميلينيوم بارك (الحديقة الألفية) على شارع راندولف في منطقة المجتمع لـشيكاغو في مقاطعة كوك، إلينوي، الولايات المتحدة. تم تسمية المسرح، الذي هو تحت الأرض إلى حد كبير بسبب قيود ارتفاع جرانت بارك ذات الصلة، نسبةً لمتبرعيه الرئيسيين، جوان وإيرفينق.ب. هاريس.وهو بمثابة موقع للأداء الداخلي للمنتزه، وهو مكمل لجاي بريتزكر بافيليون، الذي يستضيف عروض المنتزه في الهواء الطلق.
قد تم تشييده في 2002-2003، يوفرالمسرح مكانًا لمجموعات الرقص والموسيقى الصغيرة والمتوسطة الحجم، والتي كانت في السابق تفتقر إلى أماكن لعروض الأداء في المدينة.<ref name=":0">"Art & Architecture: Joan W. and Irving B. Harris Theater for Music and Dance". City of Chicago. مؤرشف من الأصل في 2008-05-11. اطلع عليه بتاريخ 2008-06-03.